# Aubin-Saint-Vaast
Aubin-Saint-Vaast (Aussprache [oˈbɛ̃ sɛ̃ˈva]) ist eine französische Gemeinde mit 735 Einwohnern (Stand: 1. Januar 2022) im Département Pas-de-Calais in der Region Hauts-de-France. Sie gehört zum Arrondissement Montreuil und ist Mitglied im Gemeindeverband Communauté de communes des 7 Vallées. Die Einwohner werden Aubinois und Aubinoises genannt.

## Lage
Die Gemeinde Saint-Aubin-Vaast liegt an der Canche im Artois, 17 Kilometer südöstlich von Montreuil-sur-Mer Nachbargemeinden von Aubin-Saint-Vaast sind Contes im 'Norden, Huby-Saint-Leu im Nordosten, Guisy im Osten, Bouin-Plumoison im Südosten, Mouriez im Süden, Gouy-Saint-André im Südwesten, sowie Maresquel-Ecquemicourt im Nordwesten.

## Bevölkerungsentwicklung
| Jahr                       | 1962 | 1968 | 1975 | 1982 | 1990 | 1999 | 2006 | 2015 | 2022 |
| -------------------------- | ---- | ---- | ---- | ---- | ---- | ---- | ---- | ---- | ---- |
| Einwohner                  | 584  | 678  | 708  | 735  | 710  | 756  | 783  | 770  | 735  |
| Quellen: Cassini und INSEE |      |      |      |      |      |      |      |      |      |

## Sehenswürdigkeiten
- Kirche Saint-Vaast
- Turm der ehemaligen Kirche Saint-Vaast

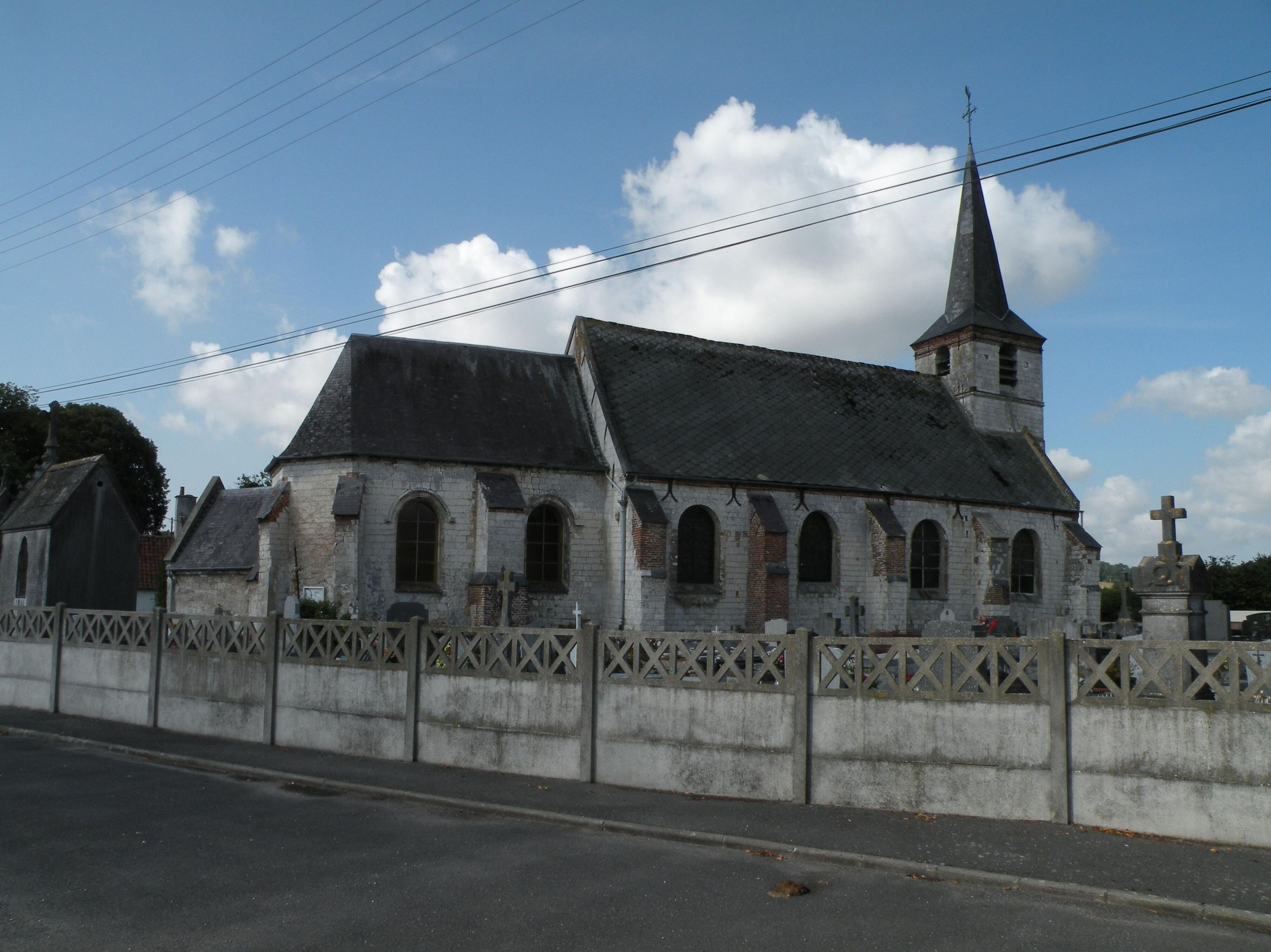
Kirche Saint-Vaast, Monument historique
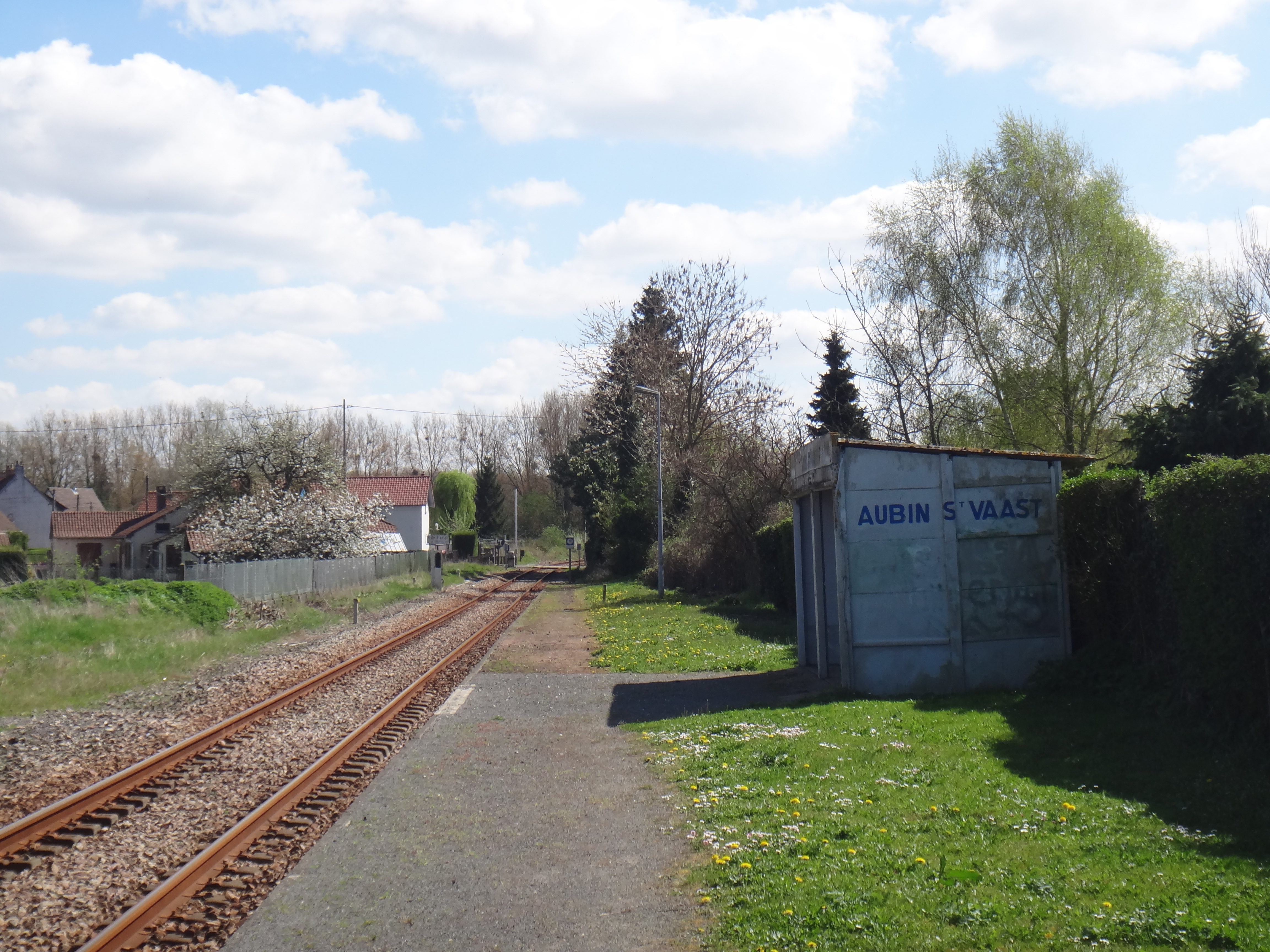
Bahnhof von Aubin-Saint-Vaast